# Овсянников, Михаил Кузьмич
Михаил Кузьмич Овсянников (1909—1944) — старший сержант Рабоче-крестьянской Красной Армии, участник Великой Отечественной войны, Герой Советского Союза (1943).

## Биография
Михаил Овсянников родился 4 ноября 1909 года в селе Преображенка (ныне — Исаклинский район Самарской области). После окончания начальной школы работал бригадиром в колхозе. В июле 1941 года Овсянников был призван на службу в Рабоче-крестьянскую Красную Армию и направлен на фронт Великой Отечественной войны.
К октябрю 1943 года сержант Михаил Овсянников командовал отделением 230-го отдельного сапёрного батальона 163-й стрелковой дивизии 38-й армии Воронежского фронта. Отличился во время битвы за Днепр. В начале октября 1943 года отделение Овсянникова переправилось через Днепр в районе села Гута-Межигорская Вышгородского района Киевской области Украинской ССР и приняло активное участие в боях за захват и удержание плацдарма на его западном берегу. Собрав около 15 лодок, он с товарищами собирал паром, по которому за три дня было переправлено большое количество боевой техники, живой силы и боеприпасов.
Указом Президиума Верховного Совета СССР от 29 октября 1943 года за «образцовое выполнение боевых заданий командования на фронте борьбы с немецкими захватчиками и проявленные при этом мужество и героизм» сержант Михаил Овсянников был удостоен высокого звания Героя Советского Союза с вручением ордена Ленина и медали «Золотая Звезда» за номером 1857.
23 марта 1944 года старший сержант Михаил Овсянников погиб в бою. Похоронен в селе Ляшивцы Могилёв-Подольского района Винницкой области Украины.
Был также награждён орденами Отечественной войны 1-й степени и Красной Звезды, рядом медалей.
В честь Овсянникова названа школа в Исаклах.